# Tocaima
Tocaima, oficialmente Hidalga y Noble Villa de San Dionisio de los Caballeros de Tocaima, es un municipio colombiano del departamento de Cundinamarca ubicado en la Provincia del Alto Magdalena. Se encuentra a 113 km al suroeste de Bogotá, y a una altitud de 400 m s. n. m. 
La temperatura media anual es de 27 °C. Es denominada "Ciudad Salud de Colombia", debido a las propiedades terapéuticas de sus aguas y fangos azufrados, empleados desde tiempos prehispánicos.

## Toponimia

### Origen lingüístico[4]
- Familia lingüística: Caribe
- Lengua: Panche

### Significado
Como muchas otras lenguas fue exterminada sin siquiera dejar registros documentales para esbozar algún acercamiento a la conformación semántica de este nombre de lugar.

### Origen / Motivación
El topónimo Tocaima proviene de un antiguo guerrero de la tribu guacaná, perteneciente a la nación panche. El guerrero Tocaima era adorado por los hombres de la tribu debido a su valentía y hazañas bélicas.

### Nombres históricos
- San Dionisio de los Caballeros de Tocaima (1549).

## Historia
En la época precolombina, el territorio del actual municipio de Tocaima estuvo habitado por la tribu Guacaná, que pertenecía a la nación panche. La tribu era gobernada por el cacique Guacaná, que tenía dominio sobre sus vecinos, los Acaymas, miembros de un concejo tribal. Entre los guacanaes se destacó el valiente guerrero Tocaima, azote de las tribus vecinas, que después de su muerte fue adorado por los guacanaes.
El 20 de marzo de 1544, el mariscal Hernán Venegas Carrillo fundó el pueblo de San Dionisio de los Caballeros de Tocaima, un poco más abajo de la ubicación actual. El 7 de febrero de 1549 Carlos I, mediante Real Cédula expedida de Valladolid, otorgó a Tocaima el título de "Hidalga y Noble Villa", junto con su escudo de armas.
Las constantes inundaciones provocadas por el desbordamiento del río Pati hicieron que en 1581 la población fuera abandonada, hasta que el 18 de marzo de 1621, por orden de don Juan de Borja y Armendia, presidente de la Real Audiencia de Santafé, Tocaima fue refundada por el capitán Martín de Ocampo en el sitio que ocupa en la actualidad. Una de las primeras construcciones fue el Convento de San Jacinto, con su capilla anexa. La primera iglesia fue diseñada por el alarife Cristóbal Serrano, quien para el efecto contrató al carpintero Francisco Velásquez. El costo de la obra fue de 3.103 pesos de 312 maravedís. La Real Audiencia aprobó la construcción el 19 de agosto de 1625, y el costo fue pagado por los vecinos del pueblo.
Tocaima estaba en el camino real que de Santafé llevaba a Neiva. El 25 de abril de 1669 nació en Tocaima la religiosa Jerónima Nava y Saavedra, una de las más destacadas escritoras místicas de Nueva Granada, junto con la tunjana Francisca Josefa del Castillo.

## Geografía

### Límites Municipales

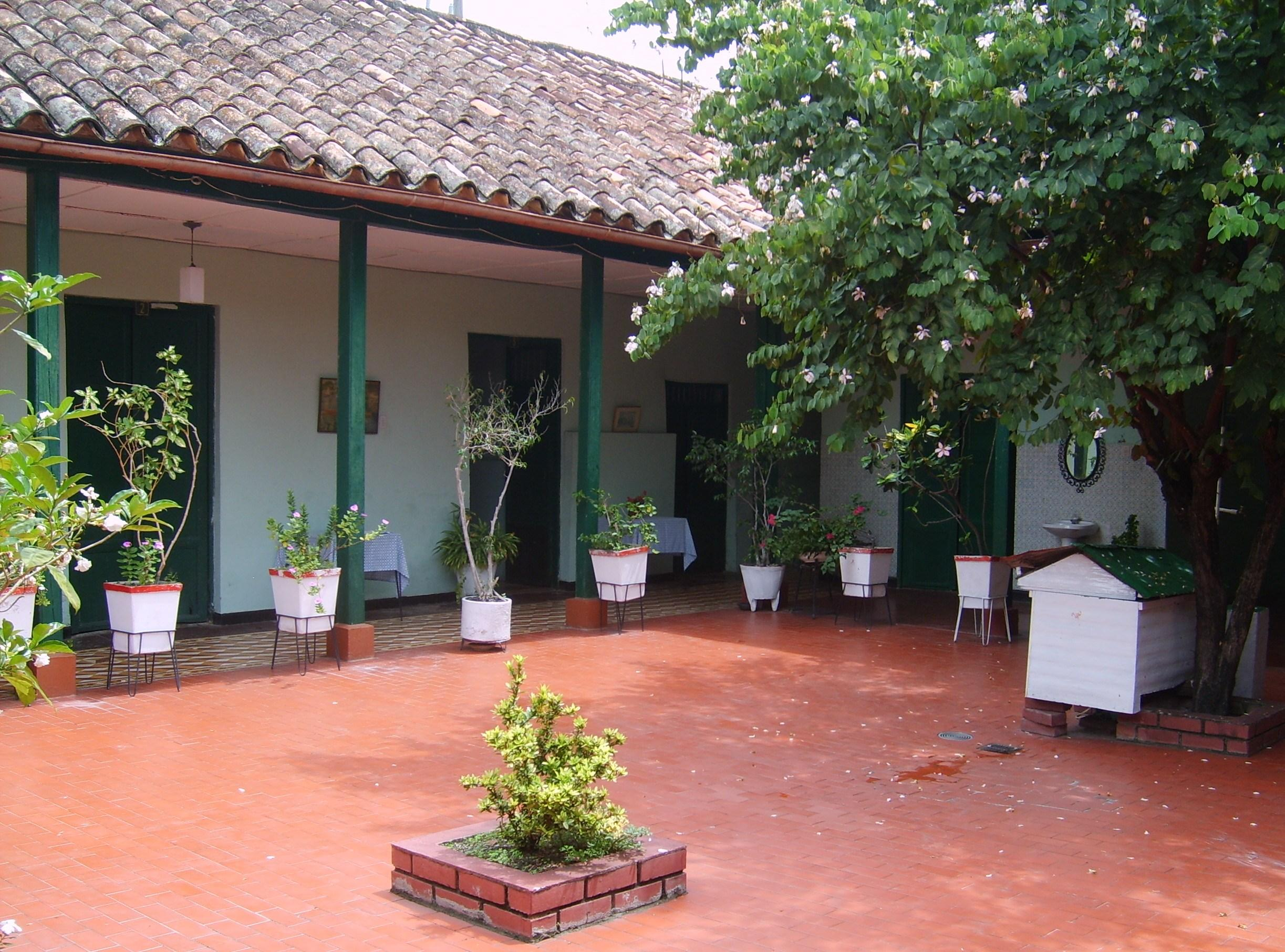
Interior del Hotel Guacaná.

| Noroeste: Jerusalén | Norte: Apulo  | Nordeste: Viotá       |
| Oeste: Nariño       |               | Este: Nilo            |
| Suroeste: Girardot  | Sur: Ricaurte | Sureste: Agua de Dios |

### División Político-Administrativa
Su Cabecera municipal se encuentra dividido en los barrios: Alfonso López, Ariete, Obrero, Camellón del Río/Cuesta, Catarnica, Centro, Consolata, Danubio, El Carmelo, El progreso, Kennedy, La Pola, Los Panches, Lutaima, San Isidro, San Jacinto, Santa Lucía, Tierra Grata, Zaragoza, El Cruce.
Tocaima tiene bajo su jurisdicción los siguientes Centros poblados: La Colorada, La Salada y Pubenza
Además, el municipio está compuesto con las siguientes veredas: Alto de la Viga, Armenia, Asomadero, Capotes, Catarnica, Cerro de la Mata, Chimbilá, Copó, Corinto, El Recreo, Guacaná, Isná Alta, Isna Baja, La Acuatá, La Cajita, La Gloria, La Teté, Las Mercedes, Malberto, Morro Azul, Nueva Zelandia, Palacios, Portillo, Pubenza Alta, Pubenza Baja, Salada Alta, Salada Baja, San Carlos, San Pablo, Santa Rosa, Santo Domingo, Soleto, Vásquez, Verdal, Vilá y Zelandia.

## Atractivos turísticos
Tocaima es un lugar de recreo para muchos visitantes que llegan a gozar de su clima y de las fuentes naturales azufradas, que tienen gran renombre desde la Colonia.
El clima, por ser seco y cálido, atrae a enfermos cardíacos, asmáticos y pulmonares, quienes llegan, por recomendación de sus médicos, a disfrutar de un aire limpio, descontaminado y rico en oxígeno. Las aguas medicinales atraen a enfermos de artritis y reumatismo, que hallan mejoría a sus padecimientos al utilizar los baños y lodos medicinales y naturales.
Durante el año, Tocaima celebra varias fiestas como el Bajo el Cielo Panche, del 18 al 21 de agosto. También hay espectáculos culturales, tales como bailes folclóricos, exposiciones artesanales, conferencias, presentaciones de teatro, feria y exposición ganadera, etc.

## Movilidad
A Tocaima se puede acceder desde Soacha desde Canoas por Avenida Indumil pasando por Tena desde el oriente y desde Ibagué por la Ruta Nacional 40 hasta Girardot y de allí al oriente

## Servicios públicos
- Energía Eléctrica: Enel, es la empresa prestadora del servicio de energía eléctrica.
- Gas Natural: Alcanos de Colombia es la empresa distribuidora y comercializadora de gas natural en el municipio.